# Biblická teologie
Biblická teologie je oním odvětvím teologie, které se zabývá v teologickém kontextu Písmem svatým, tj. biblí.
Biblická teologie se snaží:
- popsat vztah Boha a člověka, jak jej popisuje Starý a Nový zákon
- zkoumat různé teologické koncepty přítomné v biblickém textu
- porozumět chápání Boha v různých epochách biblické historie
- komentuje a vykládá biblický text v kontextu teologie (exegeze)

Někdy se z biblické teologie vyčleňuje zvlášť biblikum coby neteologická disciplína, jejíž zkoumání je vlastně literární kritikou bible.